# أحمد عبد المحسن البدر

شمس الشموس

أحمد بن عبد المحسن البدر من مواليد قرية القارة، إحدى قرى الأحساء، بتاريخ 3 جمادى الأولى عام 1386هـ، الموافق 20\8\1966م. وقد كتب العديد من المؤلفات ذات العلاقة بتراث الأحساء.

## المؤلفات
عرف الباحث أحمد البدر في الوسط الثقافي بنشاطه وحركته الدؤوبة في البحث والتنقيب في تراث الأحساء، وهذا واضح جلي من خلال العديد من المؤلفات التي كتبها.
نذكر بعض العناوين التي تناولها البدر:

### أولاً: في علم التراجم
1 - معجم أعلام الأحساء في العلم والأدب (في ثلاث مجلدات).
2 - شمس الشموس أستاذ المراجع آية الله العظمى الشيخ محمد آل عيثان الأحسائي.
3 - العلامة السيد ناصر السلمان الأحسائي.
4 - من أعلام الخطابة والأدب في الأحساء الشيخ عبد الله الوصيبعي.
5 - الملا سلمان الثواب الأحسائي.

### ثانياً: في التاريخ
1 - تاريخ الأحساء.
2 - القارة تاريخ ورجال.
3 - آيات كونية وحوادث تاريخية (رصد فيه الأحداث الكونية والبيئية عبر التاريخ، وخاصة التي وقعت في منطقة الشرق الأوسط كالزلازل والأوبئة والظواهر الجوية الغريبة وغيرها).

### ثالثاً: في الأسر والأنساب
1 - الأسر الأحسائية وأنسابها في المصادر (يضم ما ذكر في المصادر المطبوعة والمخطوطة عن أسر الأحساء وخاصة ما يتعلق بأنسابها).
2 - الأسر العلمية والأدبية في الأحساء.
3 - رسالة في نسب أسرة البدر.

### رابعاً: في الفهرسة والتصنيف
1 - معجم المؤلفات الأحسائية (ثلاثة أجزاء).
2 - فهرس مؤلفات الشيخ أحمد بن زين الدين الأحسائي.

### خامساً: في التحقيق
1 - تذكرة الأشراف في ترجمة آل الصحاف (تأليف الشيخ كاظم بن علي الصحاف).
2 - ديوان الشيخ حسن الجزيري، المتوفى سنة 1403هـ.
3 - علماء هجر وأدباؤها في التاريخ (تأليف الشيخ باقر أبوخمسين).

### سادساً: في الأماكن الأحسائية
1 - الأماكن والأسماء الجغرافية الدارسة بالأحساء.
2 - القلاع والحصون القديمة بالأحساء.
3 - مساجد الأحساء القديمة.

### سابعاً: في مجالات أخرى مختلفة
1 - الحركة العلمية والأدبية بالأحساء «مظاهرها ونشاطها».
2 - المكتبات الأحسائية الخاصة.
3 - نسخ الكتب والوثائق عند الأحسائيين.
4 - كتاب عبارة عن (كشكول) يتضمن مقالات عن تراث الأحساء.

## كتاب: شمس الشموس أستاذ المراجع آية الله العظمى الشيخ محمد آل عيثان الأحسائي
تناول هذا الكتاب سيرة العلامة العلم (شمس الشموس)، وهو اللقب الذي أطلقه المرجع الشيخ موسى أبو خمسين على المرجع الشيخ «محمد العيثان»، وهو لقب يختزل في داخله معاني كبيرة لرجل كبير وعظيم، فبعد أن غادر النجف، أشرق بنور علمه وعمله في بلاده حيث لم يَتوانى عن مشروعه الكبير في بناء مجتمع متقدم وراق، فكانت إشراقته من المساجد فأعاد بناءها، ورمم الكثير منها ثم أحياها بإقامة صلاة الجماعة فيها وخصص الكثير من وقته للإفتاء ولحل مشاكل الناس في بلدته، ثم ثنيت له الوسادة فتولى الزعامة الدينية في بلاده، بعد وفاة المرجعين الجليلين السيد «هاشم السلمان» والشيخ «محمد أبو خمسين» فانفرد الشيخ «محمد العيثان» بالمرجعية في الأحساء والمناطق القريبة منها من بلدان الخليج وغيرها، وأصبح أحد كبار مراجع التقليد. وقد أسس حوزة علمية خرّجت الكثير من العلماء، نال بعضهم رتبة المرجعية الدينية ونال البعض منهم رتبة الاجتهاد، فهذا الرجل العظيم يستحق بكل جدارة لقب (أستاذ المراجع) بالإضافة إلى اللقب الذي اشتهر به وهو (شمس الشموس).